# Федерація настільного тенісу України
Федерація настільного тенісу України (ФНТУ) — всеукраїнська громадська організація, яка об'єднує спортсменів, тренерів, суддів, інших фахівців настільного тенісу. Заснована у 1992 року. ФНТУ є членом Європейського союзу настільного тенісу (ETTU). 

## Історія
Федерація настільного тенісу була заснована ще в часи Радянського Союзу у 1957 році як Федерація настільного тенісу УРСР. Першим президентом Федерації став Бабич.  Потім були Федаров, Похоленчук Ю.Т., Чернов А.Б. В 1961 році Федерацію очолила Басіна Алла Миколаївна.
Заснована  Федерація настільного тенісу України з 1992 року, а зареєстрована Міністерством юстиції України 15.10.1999р. свідоцтво серія АО1 №212292. З 1997 року ФНТУ очолює Ландик Валентин Іванович. У 2018 році президентом федерації стає Зац Олександр Вікторович.

## Змагання
За роки існування Федерацією впроваджена мережа офіційних змагань різного рівня:
- Чемпіонат України (ЧУ) серед чоловіків та жінок
- ЧУ серед молоді до 21 року.
- ЧУ серед юніорів до 18 років.
- ЧУ серед кадетів до 15 років.
- ЧУ "Прудкий м'яч" серед юнаків та дівчат до 14, 12 років.
- Кубок України ім. А.М. Басіної.

Клубний чемпіонат України у п'яти лігах:
- Супер ліга
- Вища ліга
- Перша ліга
- Дитяча ліга
- Регіональні ліги

Турніри найсильніших гравців до 18,15 років.

## Партнери
З 2018 року фірма Donic - партнер збірної команди України та ФНТУ.